# Ivan Bratko
Ivan Bratko, född 10 juni 1946 i Ljubljana, Slovenien. Professor vid "Department of Intelligent Systems" vid Jozef Stefan Institute, Ljubljana.
Bratko har skrivit ett stort antal böcker och artiklar inom ämnet artificiell intelligens.